# Arhimedov palimpsest
Arhimedov palimpsest je pergamentni palimpsest, v izvirniku napisan v 10. stoletju kot bizantinski grški prepis sicer neznanega dela Arhimeda iz Sirakuz in drugih avtorjev. Preko izvirnega besedila je napisano krščansko versko besedilo, ki so ga v 13. stoletju napisali menihi. Brisanje izvirnega besedila ni bilo popolno, zato je s pomočjo digitalizacije slik, posnetih od leta 1998 do 2008 v ultravijolični, infrardeči in stranski svetlobi ter z rentgenskimi žarki spet postalo berljivo.
Palimptest je edina znana kopija Arhimedovega Ostomachiona in Metode mehanskih izrekov in vsebuje edino znano kopijo razprave O plavajočih telesih, napisane v grškem jeziku.